# Irving Jaffee
Irving Jaffee (n. 15 septembrie 1906, New York City, New York, SUA – d. 20 martie 1981, San Diego, California, SUA) a fost un patinator de viteză ce a reprezentat Statele Unite ale Americii, medaliat olimpic. A participat la 2 ediții ale Jocurilor Olimpice (1928, 1932) în care a câștigat două medalii de aur.